# Екехардт I фон Шайерн
Екехардт I фон Шайерн (на немски: Ekkehard I von Scheyern; * сл. 1050; † пр. 11 май 1091) е граф на Шайерн.

## Живот
Син е на граф Ото I фон Шайерн († 1091). Майка му вероятно е Хазига фон Дисен (Хадегунде) (* 1040; † 1 август 1104), вдовица на граф Херман фон Кастл († 27 януари 1056), или вероятно втората съпруга на баща му с неизвестно име, дъщеря на граф Мегинхардт от Райхерсбойерн.
Екехардт I се жени за Рихгарда от Крайна-Орламюнде, най-възрастната дъщеря дъщеря на маркграф Улрих I от Крайна и София Унгарска, дъщеря на унгарския крал Бела I. Екехардт I управлява като фогт от 1074 г. Фрайзинг и от 1082 г. Вайенстефан.

## Деца
Екехардт I и Рихгарда имат три деца:
- Удалрих I († 1130), от 1123 г. фогт на Фрайзинг
- Ото V (* 1083/1084; † 4 август 1156), от 1116 г. пфалцграф на Бавария
- Екехард II († сл. 1135), от 1116 г. фогт на Еберсберг, става монах.